# Coloplast
Coloplast — датская компания, производитель медицинского оборудования. Штаб-квартира расположена в Хумлебеке (коммуна Фреденсборг).

## История
Компания была основана в 1957 году для производства калоприёмников, разработанных медсестрой Элизой Соренсон. Её основателем был Оге Луи-Хансен (дат. Aage Louis-Hansen); его сын, Нильс Петер Луи-Хансен, является заместителем председателя и крупнейшим акционером компании (26,53 % акций). В 1983 году компания провела первичное публичное предложение на Копенгагенской фондовой бирже.
В 2006 году было куплено урологическое подразделение американской компании Mentor Corp. В 2010 году была поглощена компания Mpathy Medical, производитель продукции для страдающих недержанием мочи. В ноябре 2016 года была приобретена компания Comfort Medical, занимавшаяся продажей катетеров и калоприёмников.
В ноябре 2021 года была куплена компания Atos Medical, производитель голосовых протезов.

## Деятельность
Подразделения компании по состоянию на 2023/24 финансовый год:
- калоприёмники — 35 % выручки;
- мочеприёмники — 31 % выручки;
- ранозаживляющие повязки — 15 % выручки;
- инвазивная урология — фаллопротезы, трансвагинальные сетки[англ.] и другие приспособления для хирургического лечения заболеваний мочеполовой сферы, 10 % выручки;
- голосовое и респираторное оборудование — голосовые протезы[англ.], увлажнители и обогреватели воздуха для дыхания через стому; 8 % выручки.

Выручка за 2023/24 финансовый год составила 27 млрд датских крон ($4,1 млрд), крупнейшими рынками сбыта были США (6,4 млрд крон), Великобритания (3,7 млрд крон) и Франция (2,7 млрд крон).
Производственные мощности имеются в Великобритании, Венгрии, Германии, Исландии, КНР, Коста-Рике, Португалии, США, Франции и Швеции.
В списке крупнейших публичных компаний мира Forbes Global 2000 за 2025 год Coloplast заняла 1441-е место.

## Критика
В январе 2014 года компания за 16 млн долларов в досудебном порядке удалила 400 исков в связи с травмами, полученными от использования трансвагинальных сеток. В 2019 году FDA запретила их продажу на территории США.
В 2015 году Coloplast заплатила 3,2 млн долларов по иску Министерства юстиции США в связи с «премиями», которые компания платила медработникам, чтобы те рекомендовали пациентам продукцию Coloplast.